# Domenico Trezzini

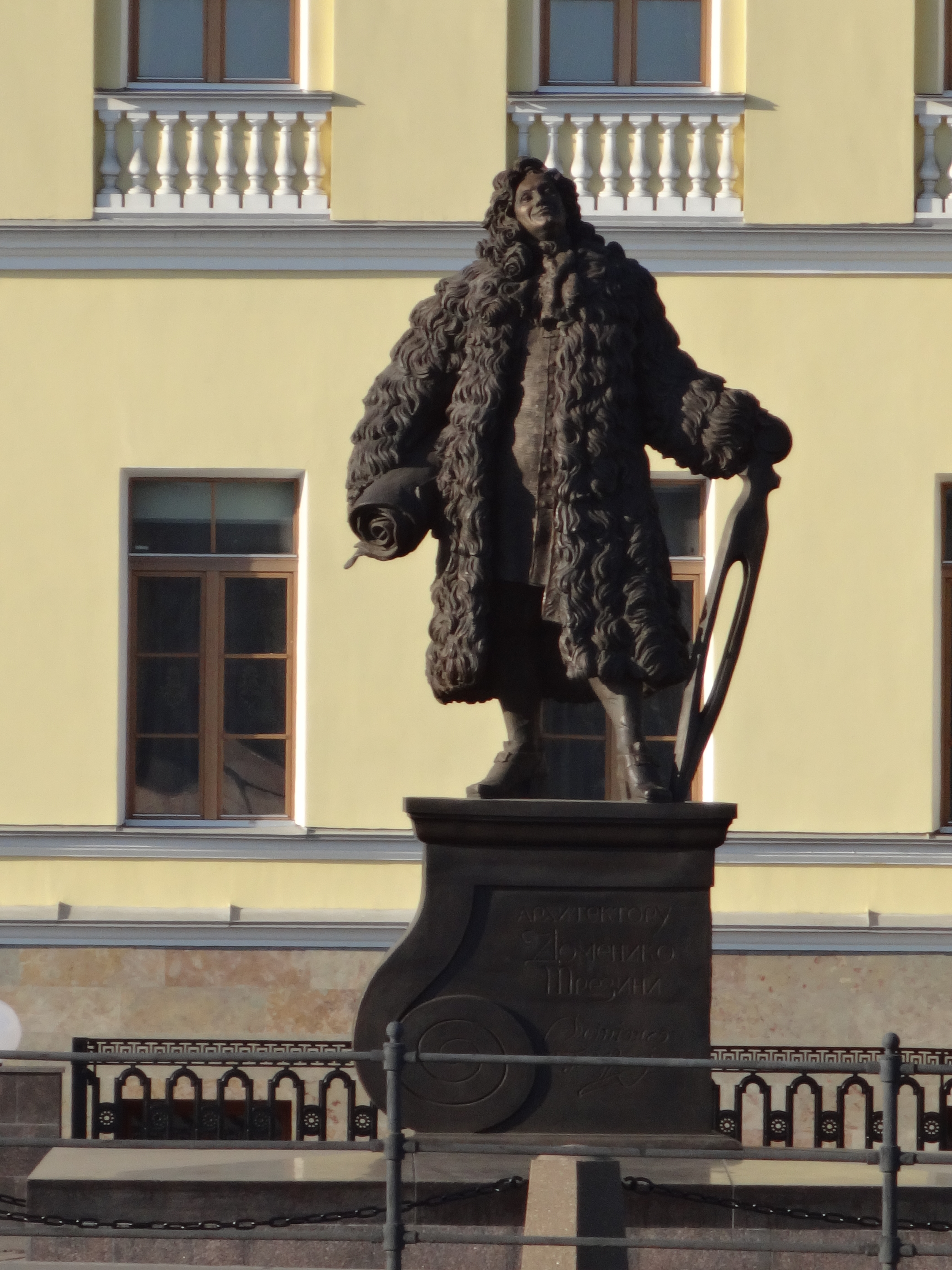
Standbeeld van Domenico Trezzini

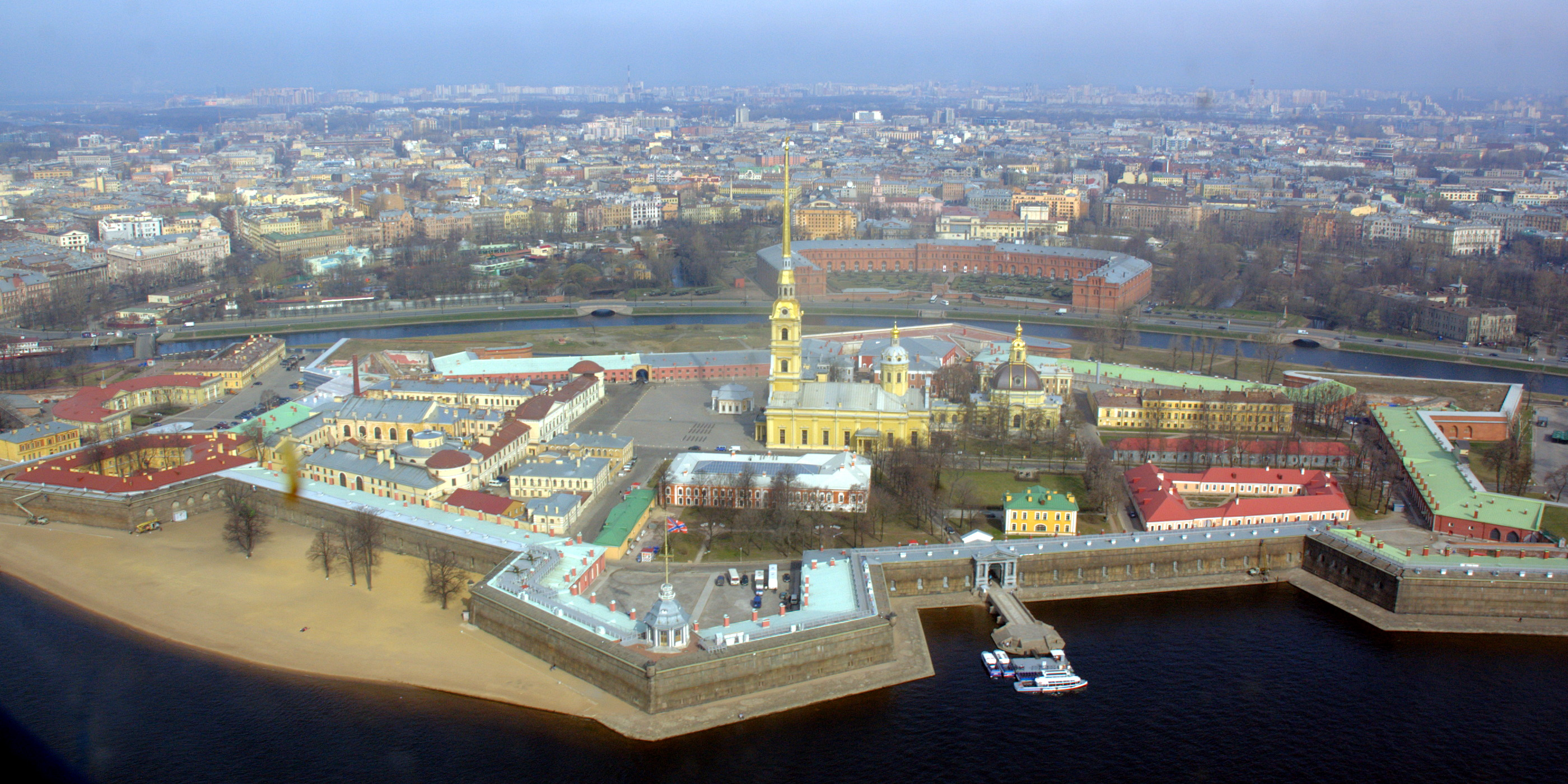
Petrus-en-Paulusvesting.

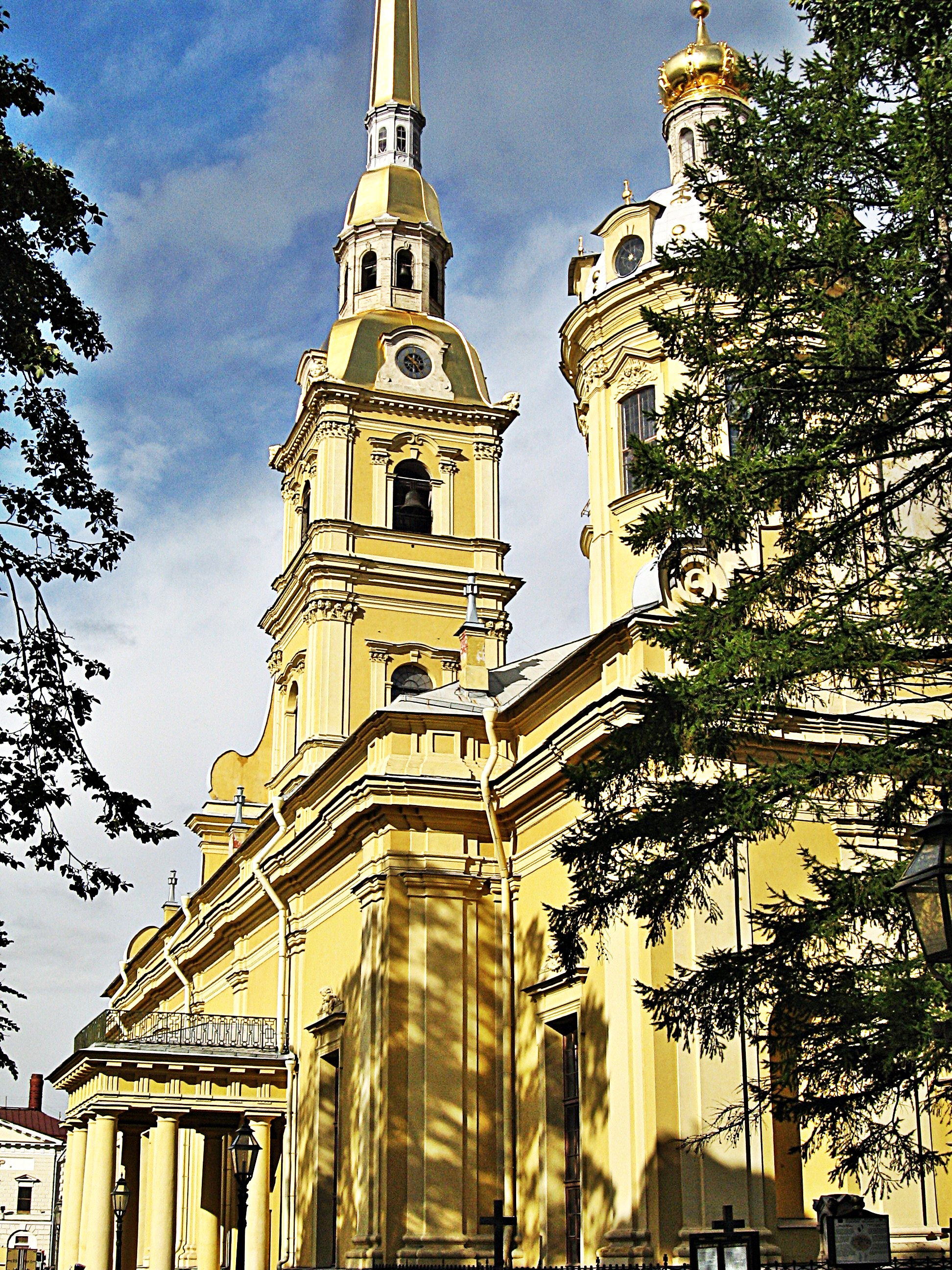
Petrus-en-Pauluskathedraal in Sint-Petersburg een ontwerp van Domenico Trezzini

Domenico Trezzini (ca. 1670-1736) was een Zwitserse-Italiaanse architect die de petrine barok, de stijl van Peter de Grote, ontwierp en uitwerkte in Rusland.

## Levensloop
Domenico Trezzini werd geboren in Astano, in de buurt van Lugano, in het Italiaans-sprekende Ticino  (een kanton van Zwitserland). Hij studeerde waarschijnlijk in Rome. Daarna werkte hij in Denemarken in opdracht van koning Frederick IV aan de beurs van Kopenhagen en kreeg daar een contract aangeboden bij de Russen om samen met andere architecten ontwerpen te maken voor de gebouwen van de nieuwe Russische hoofdstad Sint-Petersburg. Hij werkte onder vier Russische heersers tot zijn dood in 1736.
Vanaf 1703, toen men begon te bouwen, heeft Trezzini aanzienlijk bijgedragen aan de meest representatieve kerken en gebouwen van Rusland. Daaronder: de Petrus- en Paulusvesting met de Petrus- en Pauluskathedraal van Sint-Petersburg, het gebouw van de twaalf colleges, (nu het belangrijkste gebouw van de Universiteit van Sint-Petersburg) evenals het zomerhuis van de vorst behoren tot zijn vele werkstukken. Hij hielp ook bij het stichten en ontwerpen  van Kronstadt en het Alexander Nevski-klooster.
Domenico Trezzini was ook zeer belangrijk voor een ander aspect van de Russische architectuur: toen er een school voor architecten, met als voorbeeld die in Europa, werd opgericht, zorgde hij voor de basis van de ontwikkeling van de petrine barokstijl, dat is de stijl van Peter de Grote.

## Trivia
Als blijk van de warme relatie tussen de tsaar en Domenico Trezzini, had zijn zoon Pietro (die ook een bekende architect werd, niet te verwarren met Pietro Antonio Trezzini) Peter de Grote als peetvader.